# توم كارسون
توم كارسون (بالإنجليزية: Tom Carson)‏ (26 مارس 1959 في المملكة المتحدة - ) هو مدرب كرة قدم ولاعب كرة قدم بريطاني في مركز حراسة المرمى. لعب مع إيبسويتش تاون ودونفرملين أثلتيك وريث روفرز وكوين أوف ساوث ونادي بارتيك ثيسل ونادي دندي ونادي هيبرنيان ونادي دمبرتون وفايل أوف ليفن ‏.